# Касаточий остров
Касаточий остров (алеут. Qanan-tanax̂, англ. Kasatochi island) — остров вулканического происхождения, расположенный у южного побережья Аляски. Входит в состав Андреяновских островов, подгруппы Алеутских островов. Остров Касаточий был получил такое название в 1830 году, когда был открыт исследователем Лютке (англ. Lutke), который также описал озеро, расположенное в кратере вулкана.

## Описание
Касаточий остров является частью Алеутских островов, которые отделяют Берингово море от северной части Тихого океана. Их площадь 5.051 км2. Постоянного населения на острове нет. До 2008 года Касаточий имел диаметр около 3 км с высшей точкой 314 м. Высота острова снижается с северной стороны к южной. Диаметр кратера вулкана составляет 1.219 км2 и расположен на высоте 60 м над уровнем моря. Вулкан Касаточий начал извергаться 7 августа 2008 года, впервые после извержения 1899 года. Вулканический пепел достигал высоты около 17 километров, покрывая при этом остров толстым слоем. Впоследствии команда биологов из Службы охраны рыбных ресурсов и диких животных США (англ. U.S. Fish and Wildlife Service) на экспедиционном гидроакустическом судне «Тиглакс» (англ. Tiglax) исследовала остров. Извержение вулкана губительно сказалось на экосистеме острова, представители многих видов были уничтожены либо мигрировали. Их возвращение оказалось под угрозой, поскольку многие места обитания были погребены под пеплом, а то, что уцелело, было разрушено начавшейся в 2009 году эрозией, которая уменьшила диаметр острова на 100 м. Более того, до извержения вулкана остров был пристанищем для полумиллиона морских птиц, которые вплоть до 2012 года не могли снова вернуться сюда.